# Ганс Тарбук
Йоганн «Ганс» Тарбук, в 1904-19 роках — Тарбук фон Зенсенгорст (нім. Johann "Hans" Tarbuk von Sensenhorst; 16 липня 1886, Перемишль — 4 липня 1966, Відень) — австро-угорський, австрійський і німецький офіцер, генерал-майор вермахту (1 серпня 1940).

## Біографія
Представник сім'ї спадкових військових хорватського походження. Син фельдмаршал-лейтенанта Йоганна Тарбука фон Зенсенгорста і його дружини Матільди Йозефи, уродженої Байргаммер. Мав чотирьох братів (Карл, Роберт, Фелікс і Фріц) і 2 сестри.
18 серпня 1908 року вступив в австро-угорську армію. Учасник Першої світової війни, після завершення якої продовжив службу в австрійській армії. Після аншлюсу 15 березня 1938 року автоматично перейшов у вермахт і призначений офіцером зв'язку з кадрових питань ОКГ. З 1 серпня 1938 року — офіцер служби комплектування і командир військового округу Гензерндорфа, з 1 жовтня 1938 року — Нікольсбурга, з 3 січня 1940 року — 2-го військового округу Відня. З 8 червня 1940 року — командир нового 710-го залізничного інженерного полку. Учасник Французької кампанії. З 10 липня 1941 по 8 січня 1942 року — комендант 242-ї (Кіровоград), з 16 січня по 11 квітня 1942 року — 748-ї (Ренн), з 18 листопада 1942 по 20 серпня 1944 року — 660-ї, з 1 вересня 1944 року — 620-ї польової комендатури. Учасник Німецько-радянської війни. В січні 1945 року — заступник командира дивізії охорони. 23 січня 1945 року взятий в полон радянськими військами. Військовий трибунал звинуватив Тарбука у вбивстві близько 3 000 кіровоградських євреїв восени 1941 року, і 4 листопада 1947 року він був засуджений до 25 років таборів. Під час ув'язнення отримав серйозне ушкодження здоров'ю, включаючи втрату ноги. В серпні 1955 року звільнений.

## Нагороди
- Ювілейний хрест
- Пам'ятний хрест 1912/13
- Срібна і бронзова медаль «За військові заслуги» (Австро-Угорщина)
- Хрест «За військові заслуги» (Австро-Угорщина) 3-го класу з військовою відзнакою і мечами
- Військовий Хрест Карла
- Пам'ятна військова медаль (Австрія) з мечами
- Хрест «За вислугу років» (Австрія) 2-го класу для офіцерів (25 років)
- Орден Заслуг (Австрія), лицарський хрест
- Почесний хрест ветерана війни з мечами
- Медаль «За вислугу років у Вермахті» 4-го, 3-го, 2-го і 1-го класу (25 років)
- Хрест Воєнних заслуг
  - 2-го класу з мечами (20 грудня 1940)
  - 1-го класу з мечами (20 квітня 1943)
- Залізний хрест 2-го класу (20 липня 1943)
- Нагрудний знак «За поранення» в чорному (19 вересня 1943)